# Image
Image [ˈɪmɪdʒ] ist der Anglizismus für die Vorstellungen, welche die Öffentlichkeit von einer Persönlichkeit, Gruppe, Organisation, einem Unternehmen, dessen Produkten und Dienstleistungen oder von einer Stadt oder Ortschaft hat.

## Allgemeines
Das englische Wort „image“ (deutsch „Bild, Vorstellung, Verkörperung“) stammt von „(geistiges) Bild, Erscheinung, Vorstellung“ (lateinisch imago).
Der Gesamteindruck ist subjektiv, er muss nicht objektiv richtig sein. Gleichwohl beeinflusst oder steuert er das Verhalten der Menschen, etwa das Kauf- und Wahlverhalten. Ein Image entsteht vor allem affektiv auf der Gefühlsebene und reflektiert positive sowie negative Assoziationen, wobei Informationen oder Wahrnehmungen anderer den Gesamteindruck mitprägen können. Das Wort „Image“ gehört zu den 100 Wörtern des 20. Jahrhunderts.
Images werden von Unternehmen und Organisationen auch bewusst angestrebt (Imagepolitik). So ist das industrielle Marketing vor allem daran interessiert, für Produkte ein positives Image entstehen zu lassen (Produktimage), während das Handelsmarketing vor allem daran interessiert ist, für die Sortimentsleistung eines Handelsunternehmens oder einer Verbundgruppe ein positives Image entstehen zu lassen (Firmenimage, Ladenimage).
Ob und inwieweit es gelingt, das beabsichtigte Image zu erreichen, kann empirisch durch spezifische Messmethoden festgestellt werden (Imageanalyse), besonders anschaulich durch die sog. Profilmethode. Bei der Profilmethode werden den Probanden verschiedene Merkmale des Meinungsgegenstands vorgelegt, die sie auf einer Skala bewerten sollen. Für jedes Merkmal wird der Durchschnittswert berechnet. Die Durchschnitte werden grafisch durch Verbindungslinien verknüpft, so dass eine gezackte Linie entsteht, das Imageprofil. Imageprofile sind nicht nur anschaulich, sondern eignen sich auch für aufschlussreiche Vergleiche (Profillinien zu verschiedenen Zeitpunkten, für verschiedene Orte, für unterschiedliche Probandengruppen).
Ein Image kann sich im Laufe der Zeit stabilisieren, unterliegt aber meist einer Dynamik und verändert sich.
Der Begriff wird in ähnlicher Bedeutung verwandt wie Leumund, Prestige und im Geschäftsleben Reputation oder Renommee. Ruhm bezieht sich nur auf die ausgesprochen positiven und leistungsgeprägten Anteile von Images.

## Sozial- und Geisteswissenschaften
Der Begriff Image wird auch in anderen Wissenschaftsfeldern außer Marketing verwendet. In der Sozialpsychologie werden mehrere Begriffe verwendet, die die Bilder einer Person oder Gruppe bezüglich einer anderen Person oder Gruppe beschreiben und die oft widersprüchlich sind. Walter Lippman hat alle diese Begriffe, von denen die wichtigsten das Stereotyp, das Vorurteil und das Image sind, unter dem Oberbegriff „stereotype Systeme“ subsumiert und als ein geordnetes, beständiges aber nicht vollständiges Weltbild bzw. das Bild einer möglichen Welt definiert, auf das man sich eingestellt hat. Das Image wird Gerhard Kleining zufolge als „die als dynamisch verstandene, bedeutungsgeladene, mehr oder weniger strukturierte Ganzheit der Wahrnehmungen, Vorstellungen, Ideen und Gefühle, die eine Person – oder die Mehrzahl von Personen – von irgendeiner Gegebenheit besitzen“ verstanden. Images können positive oder negative Bewertungen und auch objektive Tatsachen enthalten. Das geht aus ihrer größeren Offenheit gegenüber neuen Informationen und ihrer Veränderungsfähigkeit und folglich ihrer geringeren Lebensdauer hervor.
In der Linguistik wurde der Imagebegriff in der linguistischen Imageanalyse (Lima) von Friedemann Vogel verwendet. Das Image wird darin weder als kognitives mentales Bild noch als kohärentes Bild an Sachverhaltsbeschreibungen, sondern als ein Konstrukt betrachtet, das sowohl Kontingenz als auch Diversifizität aufweist. Dieses Konstrukt besteht aus den Sachverhalten und Objekten (referenzseitig) und den Konzeptmustern und Stereotypen bezüglich dieser Referenzobjekte in der Kognition (inhaltsseitig), die im Diskurs über eine Gruppe repräsentiert werden, sowie der sprachlichen Performanz dieser Muster (ausdrucksseitig).
Die kritische Diskursanalyse bezieht sich mit keinem spezifischen Begriff auf die diskursive Konstruktion der Gruppe oder Person, die untersucht werden. Deswegen wurde in ihr nicht der Imagebegriff, sondern die Phrase diskursive Repräsentation verwendet, die sowohl auf der inhaltlichen als auch auf der sprachlichen Ebene untersucht wird. In einer neuen Arbeit im Feld der Kritischen Diskursanalyse wird der Imagebegriff als diskursive Konstruktion verwendet, deren Macht durch ihre Betrachtung als Form sozialer Praxis Bestandteil des Images ist. Das Image wird in seinem Kontext untersucht, der seine Eigenschaften entscheidend beeinflusst, wie die Studie zeigt.

## Betriebswirtschaftslehre/Handelsbetriebslehre
In der Betriebswirtschaftslehre werden folgende Arten unterschieden:
- Produktgruppenimage (Wertschätzung und Vorstellung zu Produktgattungen einer Branche unter Einbeziehung aller Marken, z. B. Snowboards, jung, dynamisch, unkonventionell)
- Markenimage (die mit einer bestimmten Hersteller- oder Handelsmarke verbundenen Vorstellungen) im Gegensatz zur Markenidentität (dem Selbstbild der Marke)
- Unternehmensimage, Unternehmensgruppenimage, Geschäftsimage, Ladenimage, Verkaufsstellenimage, Personalimage, Verkäuferimage
- Länder-, Regionen-, Stadt- und Standortimage (Vorstellungen der Menschen zu einem geografischen Gebiet). Hier kann zwischen Fremdbild oder Heterostereotyp (Einstellung von Außenstehenden) und Selbstbild oder Autostereotyp (eigene Einstellung von Menschen mit direktem Bezug) unterschieden werden. Ein Image, das Menschen von einer Stadt haben, in der sie selbst nicht wohnen oder gewohnt haben, ist ein Fremdimage; die Bewohner einer Stadt haben über ihren eigenen Wohnort ein Selbstimage.

Für die Handelsbetriebslehre sind vor allem von Interesse:
- Firmenimage (Gesamtimage mit zahlreichen Teilimages: Sortiments-, Preis-, Personal-, Service-, Organisationsimage usw.) und
- Gruppenimage (eines Handelsverbunds, einer Handelskooperation).

## Marketing
Unternehmen oder sonstige Institutionen können über die Öffentlichkeitsarbeit versuchen, ihr Image positiv zu beeinflussen. Das gilt für das Gesamtunternehmen, aber auch für das Produkt- oder Markenimage. Beim Markenimage handelt es sich um das Gesamtbild, das sich jemand von einer Marke macht. Es ist eine subjektive, ganzheitliche und mentale Repräsentation der Marke, die stark durch emotionale Eindrücke und Assoziationen geprägt wird. Zusammen mit der Bekanntheit ergibt das Markenimage den Markenwert.
Marketing bzw. Marktforschung sehen das Image als Einflussfaktor bei Kaufentscheidungen. Um das Image in der Werbung gezielt zur Positionierung von Unternehmen, Waren und Dienstleistungen einzusetzen, misst man den Bekanntheitsgrad, die Beliebtheit des Unternehmens oder der Produkte. Entsprechende Befragungen (Imagemessung bzw. Imageanalyse) unterscheiden dabei Wissen, Bedeutung und Handlungstendenz.
Maßnahmen zur Verbesserung des Images heißen „Imagepflege“ bzw. „Imagekampagne“. Sie können Nachfrager auch verwirren (Markenkonfusion), wenn sie das gedächtnisbasierte Markenimage zu dem Erscheinungsbild der Marke in der Werbung oder am Point of Sale als widersprüchlich wahrnehmen. Objekte, die sich einen Kult-Status erworben haben, können auch ganz ohne Werbung auskommen.

## Abgrenzung
In der Umgangssprache werden die Begriffe Image und Einstellung gelegentlich synonym verwendet. Sie sind jedoch nicht identisch. Das Image umfasst die Einstellung von vielen Personen. Wenn zum Beispiel das Image eines Produktes in Deutschland untersucht wird, dann ist das Ergebnis die Summe der Einstellungen der Befragten. Weiterhin bezieht sich ein Image auf einen konkreten Meinungsgegenstand (z. B. eine politische Partei), während eine Einstellung eine Grundhaltung von Menschen widerspiegelt (z. B. eine konservative oder eine soziale Haltung).